# La Boca

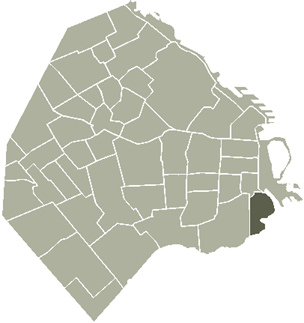
La Boca Buenos Aires térképén

La Boca az egyik legrégebbi kerület az argentin fővárosban, Buenos Airesben. Első lakosai Spanyolországból és Olaszországból, főleg Genovából érkező bevándorlók voltak, akik később a la bocai kikötő raktáraiban dolgoztak. A bevándorló családok megtartották kultúrájukat, és a negyed a mai napig európai jelleget mutat. Napjainkban La Boca főleg rikító színekben pompázó épületeiről, a tangóról és az itt alapított Boca Juniors labdarúgóklubról híres.
La Boca a Riachuelo folyó torkolatánál fekszik (nevét is innen kapta, a boca szó jelentése spanyolul torkolat (vagy száj)), Buenos Aires délkeleti részén. Barracas negyedtől keletre, San Telmótól és Puerto Maderótól pedig délre.

## La Boca története

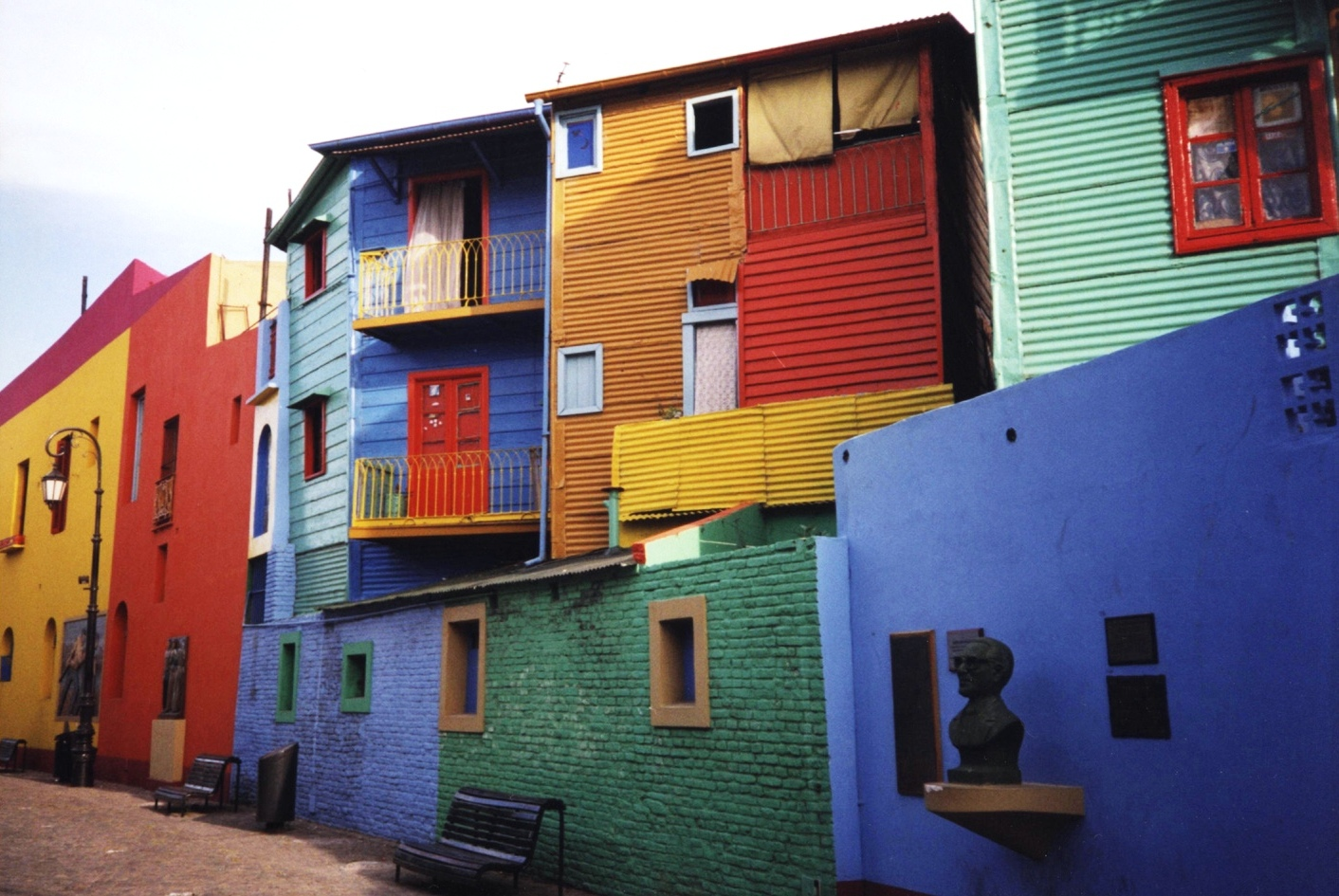
Jellegzetes la boca-i házak

A negyed első lakói 1880 és 1930 között érkeztek, főleg Olaszországból, azon belül is Genovából. La Boca volt Buenos Aires első kikötője, mivel a Riachuelo folyó torkolata biztos védelmet nyújtott az érkező hajóknak. Mivel a terület nagyon mocsaras volt, így a házakat cölöpökre építették. A kikötőben dolgozó munkások a maradék festéket, amivel a hajókat festették, hazavitték, és felhasználták a saját házukon. Egyszerre azonban sosem tudtak annyi festékhez jutni, hogy az az egész házra elég legyen, így minden fal, ajtó, ablak más és más színt kapott. Eredetileg ez alakította ki a la bocai kikötő jellegzetes kinézetét.
1882-ben a negyed lakossága fellázadt, és kikiáltotta a La Boca Köztársaságot. A zendülés hírét hallva, az akkori elnök, Julio Argentino Roca, állítólag személyesen vonult ki seregével és rövid úton leverte a lázadást. La Boca mindig is a radikális politika központja volt Buenos Airesben, 1904-ben itt választották meg az első szocialista kongresszusi képviselőt Alfredo Palacios személyében.
Az argentin válság idején a negyed rengeteg demonstráció színhelye volt.
1884-ben itt alakult az országban először tűzoltóság, ami csak önkéntesekből állt. Argentínában a tűzoltóság a mai napig önkéntes munka, így a tűzoltók nemzeti hősnek számítanak. Szintén itt alapították 1986-ban az első argentin közösségi rádióállomások egyikét.

## Látnivalók
- El Caminito: Az El Caminito egy sétálóutca az 1866-ban épített vasúti sínek mentén. Az 1950-es években egy helyi művész, Quinquela Martín néhány lakos segítségével az utca házait élénk színűre festette, hogy megidézze a negyed korai, kikötői éveit. A híres tangóművész, Juan de Dios Filiberto 1926-ban írt azonos című művét erről az utcáról nevezte el.
- La Bombonera (Estadio Alberto J. Armando): A Boca Juniors stadionja.
- Quinquela Martín Szépművészeti Múzeum
- Nicolás Avellaneda-híd

## Galéria

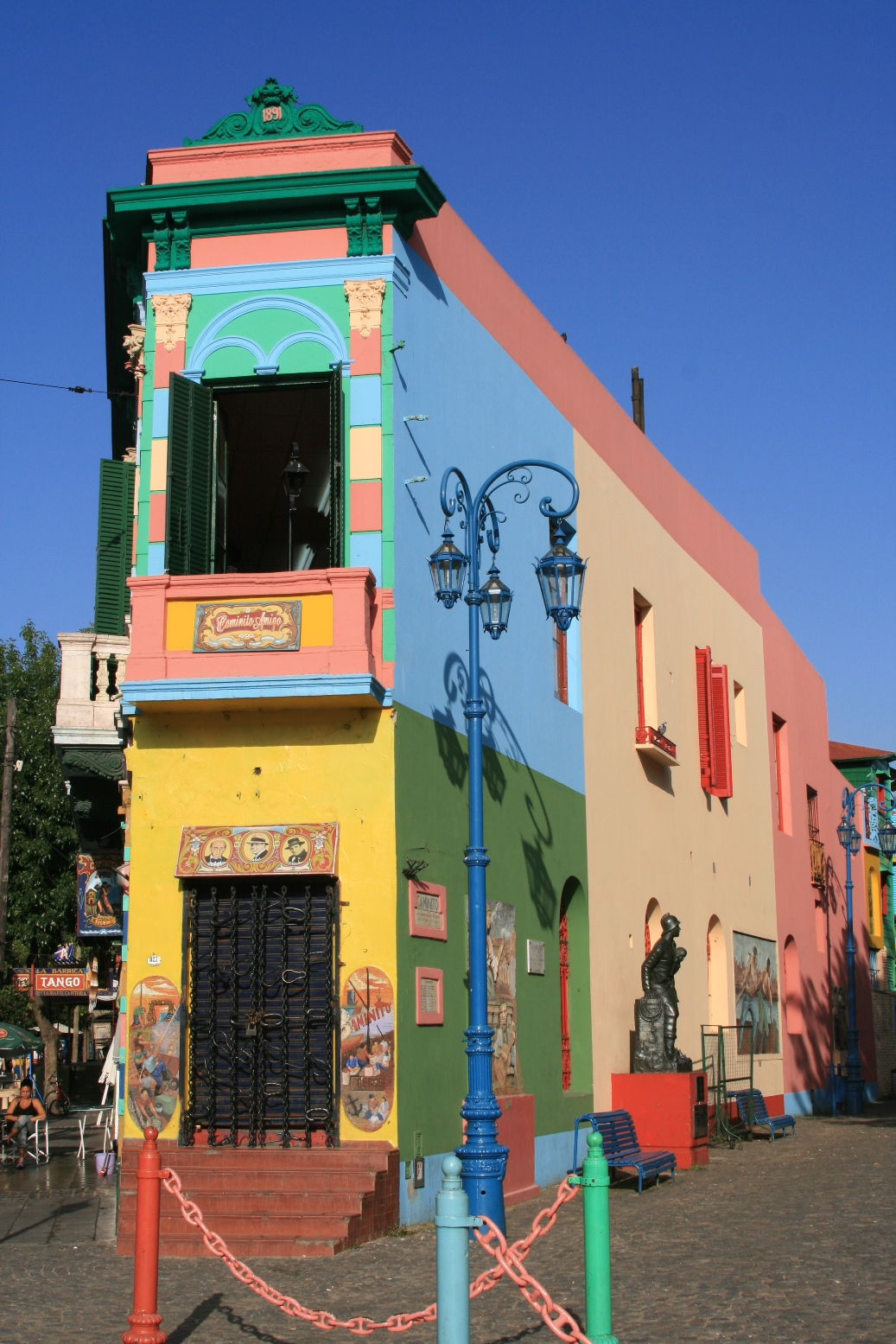
El Caminito
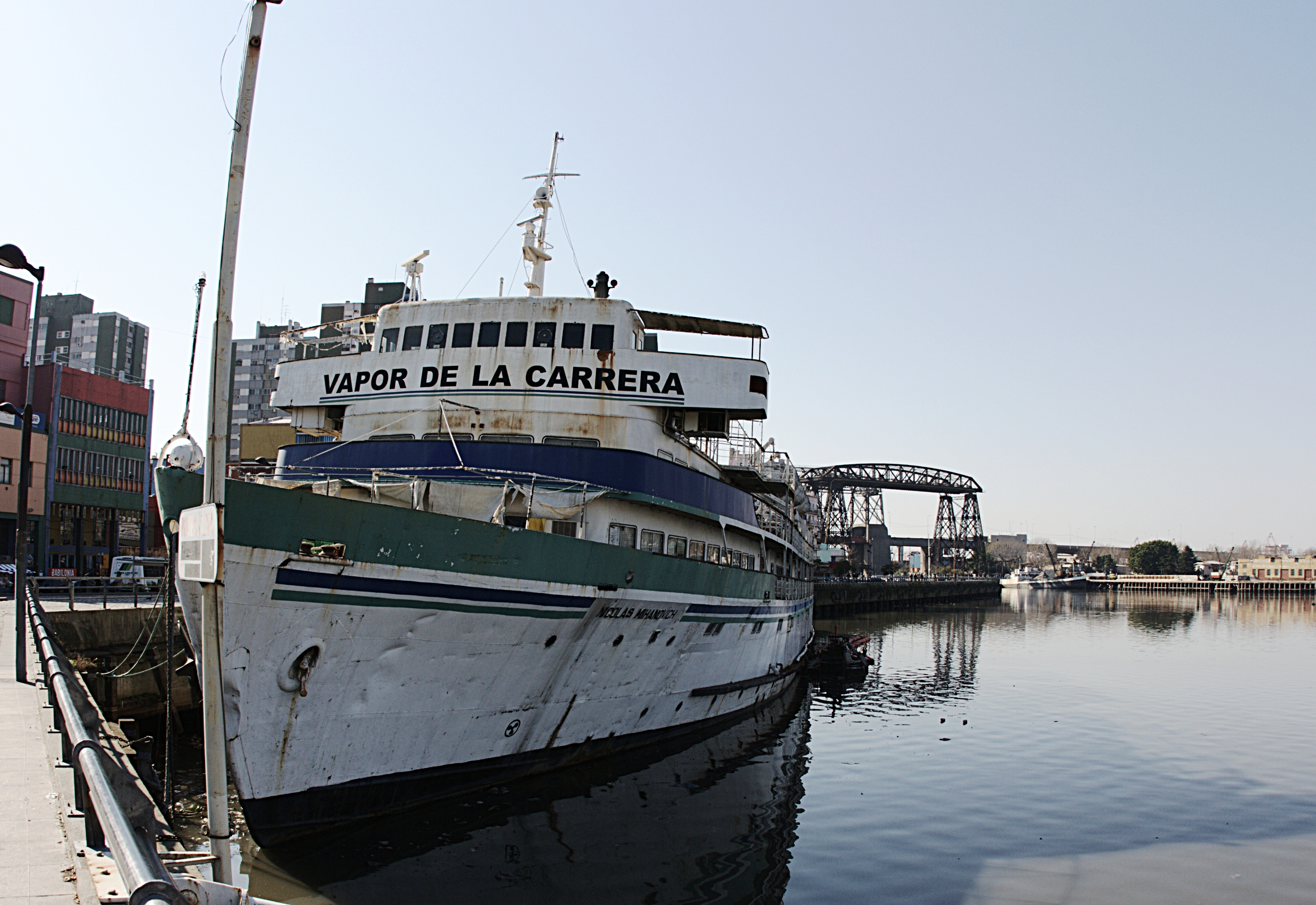
La Boca kikötő, háttérben a Nicolás Avellaneda-híd
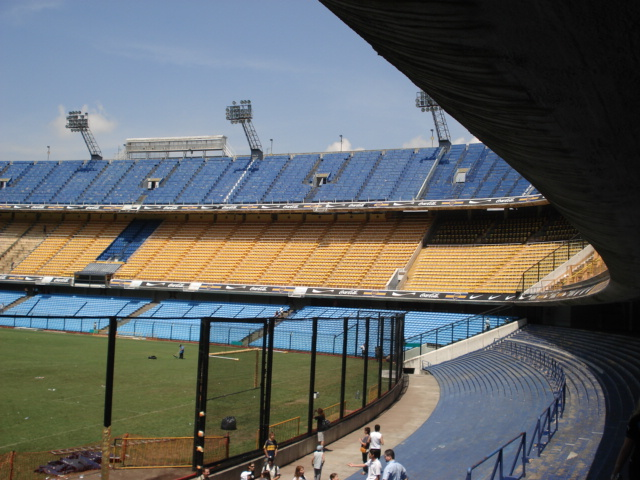
A La Bombonera Stadion
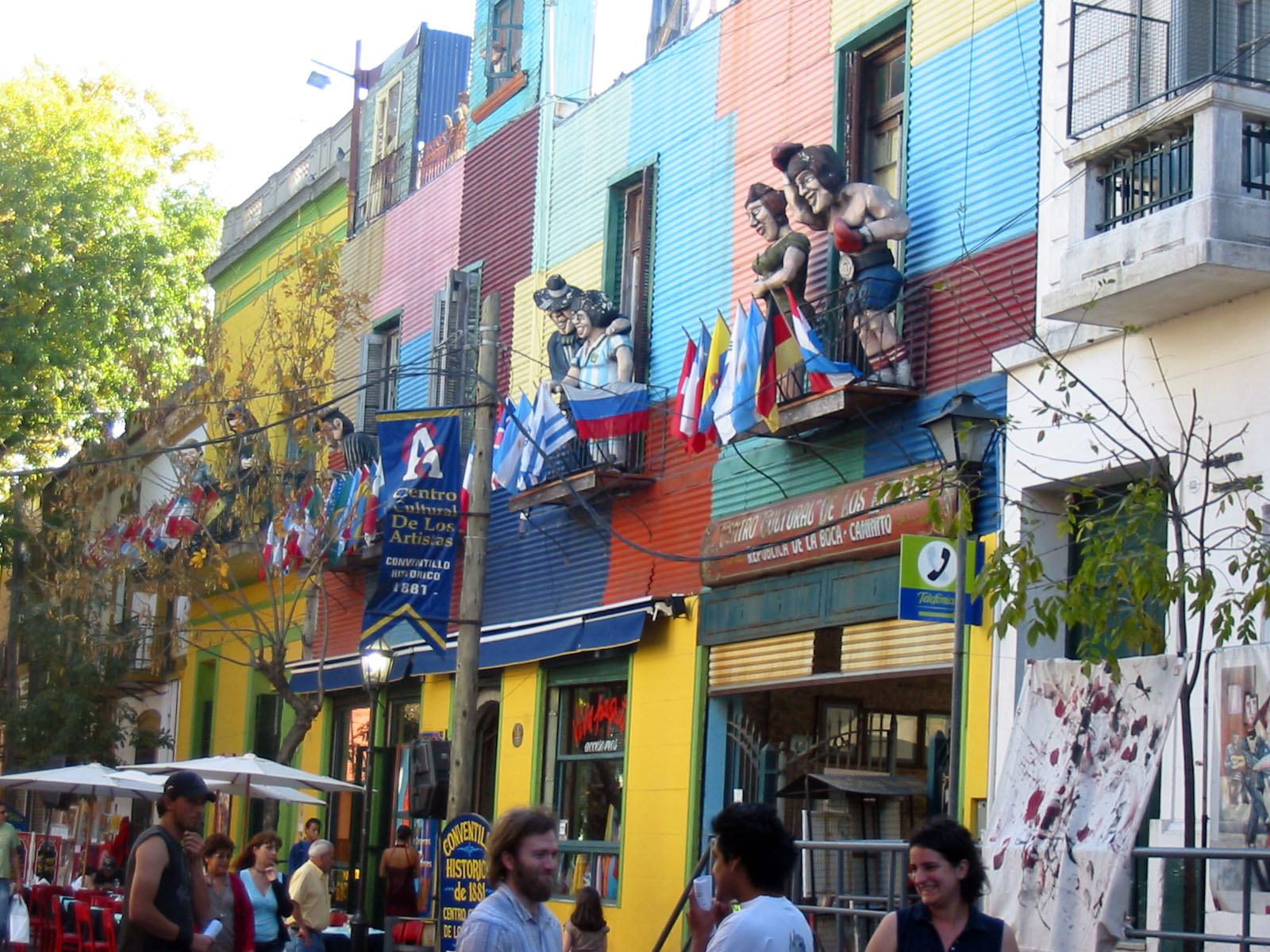
Tipikus utcakép El Caminitoban
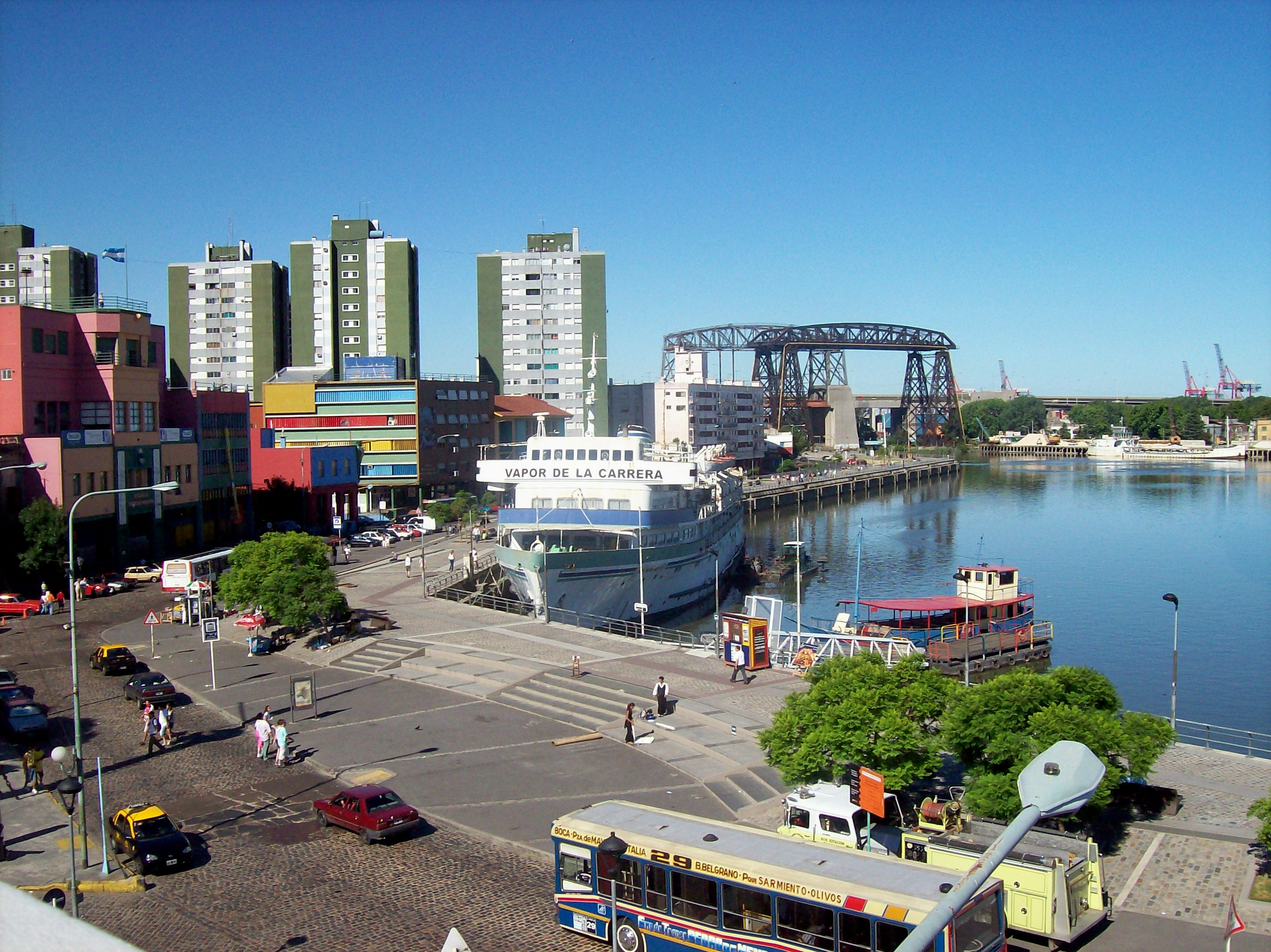
A Riachuelo torkolata
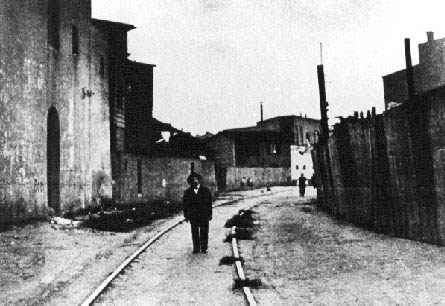
Az El Caminito 1939-ben